# Nilson Loyola
Nilson Evair Loyola Morales (* 26. Oktober 1994 in Lima) ist ein peruanischer Fußballspieler.

## Karriere

### Verein
Loyola begann in seiner Geburtsstadt bei Sporting Cristal mit dem Fußballspielen, wo er ab seinem zehnten Lebensjahr alle Jugendabteilungen durchlief. Im Januar 2014 wechselte er zum FBC Melgar, wo er zunächst überwiegend in der Reservemannschaft eingesetzt wurde. Mit Melgar gewann er 2015 die peruanische Meisterschaft.
2019 nahm ihn der brasilianische Klub Goiás EC unter Vertrag. Aufgrund von Problemen mit der Arbeitserlaubnis und Verletzungen bestritt er nur ein Pokalspiel für Goiás und kehrte er im Sommer des Jahres nach Peru zurück. Er unterschrieb bei seinem Stammverein Sporting Cristal einen Vertrag über dreieinhalb Jahre. 2020 gewann er mit diesem Klub seinen zweiten peruanischen Meistertitel.

### Nationalmannschaft
Sein Debüt in der A-Nationalmannschaft gab Loyola am 10. November 2016 beim 4:1 im WM-Qualifikationsspiel gegen Paraguay, als er in der zweiten Halbzeit für Miguel Trauco eingewechselt wurde.
Er wurde für das peruanische Aufgebot bei der  Fußball-Weltmeisterschaft 2018 in Russland nominiert, blieb bei diesem Turnier aber ohne Einsatz.
In den Spielen der Qualifikation zur Weltmeisterschaft 2022 wurde Loyola nicht eingesetzt.

## Erfolge
- Peruanischer Meister: 2015 und 2020